# Đinh Văn Cai
Đinh Văn Cai (sinh năm 1955) là một sĩ quan cấp cao trong Quân đội nhân dân Việt Nam, hàm Trung tướng, nguyên Chính ủy Quân khu 9 (2011–2015).

## Thân thế và sự nghiệp
Trước đó, ông từng là phó chỉ huy trưởng về chính trị BCH QS tỉnh An Giang, sau là phó chủ nhiệm rồi chủ nhiệm chính trị Quân khu 9.
Năm 2011, bổ nhiệm giữ chức Chính ủy Quân khu 9.
Tháng 8 năm 2015, ông nghỉ chờ hưu.

## Quân hàm
Thiếu tướng (2008), Trung tướng (2012)